# Umut Kaya (Fußballspieler, 1987)
Umut Kaya (* 31. Mai 1987 in Alkmaar, Niederlande) ist ein türkischer Fußballspieler.

## Karriere
Kaya wurde in der Jugend vom Karlsruher SC ausgebildet, begann seine Profikarriere aber in der Türkei im Jahr 2007 bei Alanyaspor. 2009 wechselte er zu Göztepe Izmir und wurde hier an Sarıyer SK ausgeliehen. Nach kurzen Zwischenstationen bei Yeni Malatyaspor und Turgutluspor landete er 2011 bei Aydınspor 1923, wo er seine bisher erfolgreichste Zeit hatte. In 83 Spielen erzielte er 19 Tore, außerdem feierte er den Aufstieg als erster Platz mit seinem Verein.
2014 wechselte er ein zweites Mal zu Göztepe Izmir. Mit diesem Klub beendete er die Saison 2014/15 als Meister der TFF 2. Lig und stieg damit in die TFF 1. Lig. Am Saisonende verließ er den Verein wieder und wechselte zu Kocaeli Birlikspor.

## Erfolg
Mit Aydınspor 1923
- Meister der TFF 3. Lig und Aufstieg in die TFF 2. Lig: 2012/13

Mit Göztepe Izmir
- Meister der TFF 2. Lig und Aufstieg in die TFF 1. Lig: 2014/15